# Giovanni da Empoli
Giovanni da Empoli (Firenze, 24 ottobre 1483 – Canton, 1518) è stato un mercante e viaggiatore italiano nell'Asia portoghese.

## Biografia

### Giovinezza
Giovanni nacque a Firenze nel 1483 e si formò con le prediche del Savonarola, del quale è stato un seguace e del quale sposò la concezione intransigente del cristianesimo. Anche la sua prima pratica di denaro avviene in ambiente spirituale, come agente di cambio durante il Giubileo del 1500, in questo periodo mentre era a Siena (vicino alla quale passava la Via Francigena) fu rapito dai racconti dei pellegrini iberici sulle Indie, ne restò affascinato e si convinse che primo o poi sarebbe partito per viaggiare lontano dall'Arno.
Aveva meno di vent'anni quando il padre lo inviò presso alcuni mercanti a Bruges per imparare l'arte dei mercanti ma non rimane là a lungo; si trasferì a Lisbona e nel 1503 s'imbarcava come rappresentante dei Frescobaldi e dei Gualterotti, nel viaggio dell'Albuquerque.

### I viaggi
I rischi del mare sono una continua minaccia e nel primo viaggio di Giovanni una delle quattro navi della spedizione viene «sommersa con la fortuna». Una volta arrivati i portoghesi hanno dovuto combattere con gli stati costieri dell'Oceano Indiano che resistono con grande forza. Mentre assiste alle incursioni portoghesi, a cui lui non partecipa, s'incuriosisce all'Oriente: incontra i nestoriani, sui quali i portoghesi puntano come potenziali alleati, e scrive la sua prima relazione di viaggio, breve ma densa di particolari. Sulla via del ritorno, la flotta finisce nelle secche e senza vento nel Golfo di Guinea, lì si blocca per due mesi e perde metà dell'equipaggio per una malattia.
Torna prima nelle Fiandre e poi a Firenze con alti guadagni in modo da incoraggiare il finanziamento di un'altra spedizione. Tornato a Firenze, ha una miriade di cose da raccontare anche perché è il solo navigatore fiorentino sia mai tornato in città tra un viaggio e l'altro, così i fiorentini rimangono incantati dalle sue cronache, cose finora svelate solo per lettere. Viene ospitato in conviti delle principali famiglie.
Tornato a Lisbona nel 1507 si preparò per ripartire con l'ammiraglio Albuquerque, diventato governatore delle Indie, con l'incarico di riprendersi Goa. In cambio di fondi fiorentini i portoghesi li lasciavano liberi di commerciare. Così nel marzo del 1510 riparte per le Indie, a bordo di una flotta di quattro navi armate. Rimane in viaggio per quattro anni nei quali partecipa sia alla presa di Goa che poi a quella di Malacca; giunge a Cochin ma viene rimandato presto a Malacca, per recuperare alcune navi. Purtroppo nel frattempo i giavanesi hanno iniziato la riconquista della città e il mercante si trova a combattere come comandante della propria nave. Navigando verso l'India, l'equipaggio portoghese abbandona il vascello, e i marinai malesi, che lo sostituirono, ammutinano. Arrivato a Cochin salvo, si trasferisce a Cannanore e in successivamente a Goa, dove si ricongiunge con l'Albuquerque. Il suo ammiraglio, impegnato nel tentativo di prendere Aden, lo manda nuovamente a Malacca e passando di nuovo per Cochin, nel gennaio del 1514 salpa per Lisbona. Il ritorno si rivela complicata quanto l'intera avventura poiché al Capo di Buona Speranza la nave arriva ad agosto, dopo circa otto mesi, e avendo scampato il naufragio e respinto un assalto della tribù degli Ottentotti.
La spedizione è stata fruttuosa, Giovanni torna in Europa ricco e con un grande bottino di spezie. Nonostante i patti iniziali dicessero che i fiorentini non sarebbero stati usati per manovre militari, l'Albuquerque ha spesso e volentieri abusato di lui.

### L'ultima impresa
Il mercante fiorentino nella primavera del 1515 riparte per l'India assieme a Benedetto Pucci e Raffaello Galli, con la missione di stipulare accordi commerciali a Sumatra e di arrivare in Cina a nome del re. Arriva in India e lì si trova ad alternare: buoni affari, navi cariche distrutte da incendie spostamenti fra varie città costiere, vede per l'ultima volta l'Albuquerque vicino a Dabul. Parte per l'Estremo Oriente e diventa il primo viaggiatore toscano che finalmente raggiunge queste terre, la Cina per lui è sempre stata quasi un mito che appena possibile avrebbe raggiunto. Ma un'epidemia di colera aggredisce la spedizione europea e la decima, compreso il nostro navigatore, il quale muore a soli trentatré anni, lontano da casa, dal suo Arno che sognava di rivedere. Muoiono assieme a lui anche gli altri compagni toscani, tutti tranne un segretario fiorentino che coraggiosamente intraprende da solo il viaggio di ritorno e riesce a salvare tutti gli scritti di Giovanni da Empoli.